# Барон Сандхерст

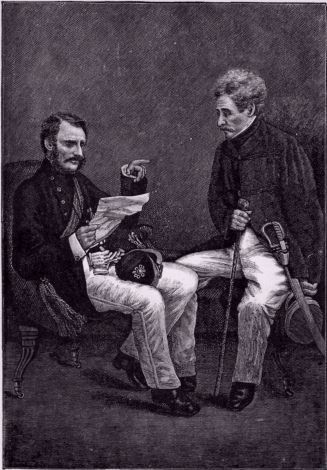
Уильям Мэнсфилд, 1-й виконт Сандхерст (справа), с Колином Кэпмбеллом, 1-м бароном Клайдом

Барон Сандхерст из Сандхерста в графстве Беркшир — наследственный титул в системе Пэрства Соединенного Королевства. Он был создан 28 марта 1870 года для британского военного, сэра Уильяма Мэнсфилда (1819—1876), главнокомандующий Бомбейской армии (1860—1865), главнокомандующего британской армии в Индии (1865—1870) и главнокомандующего британских войск в Ирландии (1870—1875). Он был внуком сэра Джеймса Мэнсфилда (1733—1821), генерального солиситора Англии и Уэльса (1780—1782, 1783) и главного судьи суда общегражданских исков (1804—1814). Старший сын лорда Сандхерста, Уильям Мэнсфилд, 2-й барон Сандхерст (1855—1921), был либеральным политиком. Он занимал должности лорда-в-ожидании (1880—1885), заместителя военного министра (1886, 1892—1895), лорда-камергера (1912—1921) и губернатора Бомбея (1895—1900). В 1917 году для него был создан титул виконта Сандхерста из Сандхерста в графстве Беркшир (Пэрство Соединённого королевства). Тем не менее, после его смерти в 1921 году титул виконта Сандхерста прервался. Его преемником стал его младший брат, Джон Уильям Мэнсфилд, 3-й барон Сандхерст (1857—1933).
По состоянию на 2024 год носителем титула являлся правнук последнего, Гай Риз Джон Мэнсфилд, 6-й барон Сандхерст (род. 1949), который стал преемником своего отца в 2002 году. Он является адвокатом и судьей.

## Бароны Сандхерст (1870)
- 1870—1876: Генерал Уильям Роуз Мэнсфилд, 1-й барон Сандхерст[англ.] (21 июня 1819 — 23 июня 1876), пятый сын Джона Эдварда Мэнсфилда (ум. 1841)[1];
- 1876—1921: Уильям Мэнсфилд, 2-й барон Сандхерст[англ.] (31 августа 1855 — 2 ноября 1921), старший сын предыдущего, виконт Сандхерст с 1917 года[2].

## Виконты Сандхерст (1917)
- 1917—1921: Уильям Мэнсфилд, 1-й виконт Сандхерст, 2-й барон Сандхерст[англ.] (31 августа 1855 — 2 ноября 1921), старший сын Уильяма Роуза Мэнсфилда, 1-го барона Сандхерста[2].

## Бароны Сандхерст (продолжение креации 1870 года)
- 1921—1933: Джон Уильям Мэнсфилд, 3-й барон Сандхерст (10 июля 1857 — 6 января 1933), второй сын Уильяма Роуза Мэнсфилда, 1-го барона Сандхерста, младший брат предыдущего[3];
- 1933—1964: Ральф Шелдон Мэнсфилд, 4-й барон Сандхерст[англ.] (19 июля 1892 — 28 октября 1964), единственный сын предыдущего[4];
- 1964—2002: Джон Эдвард Теренс Мэнсфилд, 5-й барон Сандхерст (4 сентября 1920 — 2 июня 2002), старший сын предыдущего[5];
- 2002 — настоящее время: Гай Риз Джон Мэнсфилд, 6-й барон Сандхерст (род. 3 марта 1949), единственный сын предыдущего[6];
  - Наследник титула: достопочтенный Эдвард Джеймс Мэнсфилд (род. 12 апреля 1982), единственный сын предыдущего[7].